# Próba na katalazę
Próba na katalazę – próba polegająca na dodaniu wody utlenionej do hodowli bakteryjnej. Pojawiające się pęcherzyki gazu uważa się za wynik dodatni. Katalaza jest wytwarzana przez większość mikroorganizmów aerobowych i anaerobowych. Nie posiadają katalazy paciorkowce i anaeroby obligatoryjne.